# Morito Sosuke
Sosuke Morito (sinh ngày 8 tháng 7 năm 1985) là một cầu thủ bóng đá người Nhật Bản.

## Sự nghiệp câu lạc bộ
Sosuke Morito đã từng chơi cho Yokohama FC.